# Docent
Docent är en akademisk titel som markerar en högre vetenskaplig kompetens än enbart doktorsexamen. Titeln används i huvudsak i Nord- och Centraleuropa.
Ordet docent går tillbaka på det latinska presensparticipet docens med grundbetydelsen "undervisande" (bildat från docere, "att lära", "att undervisa"). 

## Norden

### Danmark
I Danmark är docent en rang mellan lektor (motsvarande engelskspråkiga länders associate professor) och professor.

### Norge
I Norge användes titeln docent (norska dosent) fram till 1985 för positioner omedelbart under professorer och över førsteamanuensis (redan førsteamanuensis ger samma rättigheter vid norska universitet som docenttiteln i Sverige, t.ex. att handleda doktorander). Kraven för docenter före 1985 var i huvudsak desamma som för professors rang, men till dess hade varje institution bara en eller ett fåtal fasta professurer och professorer utsågs formellt av regeringen; andra akademiker med liknande kvalifikationer utsågs till docenter. Därmed skulle docenter ses som professorer utan stol (professor extraordinarius). Alla docenter befordrades till professorstatus år 1985 när titeln avskaffades vid universiteten.
Efter 1985 användes titeln i Norge endast i formen høgskoledosent som endast existerade på högskolorna och inte på universiteten, och som var en högre position än førsteamanuensis men en lägre än professor. 1995 fick högskolor rätt att använda professorstiteln och högskoledocenterna fick möjlighet att ansöka om befordran till professor. 2003 blev titeln undervisningsdosent införd, och denna position bytte namn till bara dosent år 2006. Ställningar som høgskoledosent, undervisningsdosent och dosent (efter 2006) har huvudfokus på undervisningen och är inte jämförbara med den traditionella docenttiteln före 1985.

### Finland
I Finland är docent (finska dosentti) en akademisk titel. Det är en livslång utnämning, och befinner sig i rang mellan lektor och professor, dvs det liknar en Adjunct Professor eller en "Associate Professor" vid amerikanska universitet. Förutom att undervisa, kan docenter arbeta som forskningsledare, ämnesansvariga och som handledare på alla nivåer. För att erhålla docentur i Finland måste den sökande utöver doktorsexamen ha förvärvat en vetenskaplig skicklighet som avsevärt överskrider kraven för doktorsexamen, samt god pedagogisk förmåga. Finlands docentförbund har rekommenderat att titeln till engelska översätts "Adjunct Professor" och många finländska docenter använder denna titel i engelskspråkiga sammanhang. Efter att universiteten i Finland 1 januari 2010 privatiserades förändrades docenturinstitutionen från att ha varit en oavlönad tjänst till en akademisk titel på livstid. Därefter har universiteten föreslagit att titeln översätts till engelska som "title of docent" (så till exempel Helsingfors universitet).

### Sverige
Titeln docent är inte längre[Sedan när? Hur var det förut??] centralt reglerad inom den högre utbildningen i Sverige. Det är därför i princip upp till varje lärosäte att bestämma utifrån vilka kriterier titeln skall delas ut och om den alls skall delas ut. I praktiken finns dock en samstämmighet mellan lärosätena om hur docenter utses. Docenttiteln motsvarar i Sverige ungefär fyra års heltidsforskning efter avlagd doktorsexamen och ger av hävd venia docendi, det vill säga "rätten att undervisa" och handleda på alla nivåer inom högskolan, liksom att ingå i en betygsnämnd vid disputation. En docent skall avsevärt ha breddat och fördjupat sin forskning i jämförelse med doktorsavhandlingen, och vanligen krävs också att forskningsresultaten skall ha publicerats internationellt i erkända fackvetenskapliga tidskrifter. Den praktiska uttolkningen av detta kan dock i viss mån skilja sig åt mellan olika universitet och högskolor, liksom mellan olika ämnen.
Att vara docent är inte ett yrke utan är en vetenskaplig kompetensmarkering. Förr kunde man i Sverige vara anställd som docent. Idag blir man vid statliga lärosäten antagen som "oavlönad docent". Om en docent är anställd vid lärosäte är anställningsformen vanligen universitetslektor. Vissa svenska stiftelsehögskolor har dock fortfarande docent kvar som anställningsform.

#### Vägen till docentur
Man kan bli antagen som docent efter en särskild ansökan hos den egna fakulteten, där ansökan handläggs av en särskild docenturnämnd eller av den allmänna nämnd som bereder anställningsärenden. Förutom sina forskningsmeriter skall den som anhåller om en docentur även kunna styrka sin pedagogiska färdighet och visa på aktiviteter rörande samverkan med det omgivande samhället. 
Den sökandes vetenskapliga och pedagogiska meriter prövas av en eller flera externa sakkunniga, som skriver ett yttrande i ärendet. En sakkunniggranskning brukar ta flera månader men kan i vissa fall pågå ännu längre. De sakkunniga utses av docenturnämnden. Ibland skall den sökande också hålla en så kallad provföreläsning inför publik, i vilken de sakkunniga ingår. Den sökande får då ett förelagt ämne eller själv välja ämne för föreläsningen. De blivande docenterna är ofta vana akademiska föreläsare – de har ofta varit lärare inom grundutbildningen – och deras pedagogiska skicklighet styrks därutöver på annat sätt, t.ex. genom kursutvärderingar, kursutvecklingsarbete och ledningsuppdrag inom grundutbildningen. 
När granskningen givit godkänt resultat utnämns den sökande till docent av fakultetsstyrelsen/fakultetsnämnden eller motsvarande organ under ledning av fakultetens dekanus. Den nyutnämnde docenten brukar vid vissa universitet och högskolor hålla en så kallad docentföreläsning, som markering av sin nya akademiska ställning. Docenttiteln har man livet ut, ofta i kombination med sin yrkestitel. Det är endast sådana docenter som utnämns till professorer som inte längre använder titeln.
Det är inte ovanligt att fakulteten efter utförd granskning avslår begäran om docentur. Avslag kan meddelas även om de sakkunniga tillstyrkt docenturen. Den sökande kan vid avslag komplettera sin meritering och återkomma med en ny ansökan vid ett senare tillfälle.

#### Historia
Ordet "docent" har tidvis använts mer allmänt om lärare, exempelvis om läroverkslärare i 1807 års skolordning. Sedan länge används dock "docent" mest om en person som undervisar eller som har rätt att undervisa på universitets- och högskolenivå. Rätten att undervisa var inte alltid automatiskt knuten till en läraranställning.
Förr kunde man bli utnämnd till docent direkt efter sin disputation. Villkoret var då man erhöll så kallat docentbetyg på sin avhandling. Man kunde som nu även efter disputationen söka om docentur, efter att man meriterat sig ytterligare.
För inte så länge sedan fanns i Sverige docent som tjänsteställning, inte bara som titel, i form av tidsbegränsade forskartjänster.  Man kunde av fakulteten även tilldelas s.k. docentstipendium och var då i högst sex år förordnad som "innehavare av docenttjänst" med viss undervisningsskyldighet vid en universitetsinstitution. Man talade om "oavlönade docenter" respektive "avlönade docenter" eller om "innehavare av docentstipendium".

## Belgien
I Belgiska Flandern är docent en akademisk titel, till skillnad från i Nederländerna där det betyder lärare i allmänhet. I Flandern är docent den första akademiska graden efter avlagd doktorsexamen. Docenterna blir tilltalade som professor. En docent kan vara promotor åt en doktorand.
En docent i Flandern kan jämföras med en associate professor i USA.

## Centraleuropa och Östeuropa
I många länder med akademiska traditioner knutna till tyskspråkiga länder är docent en akademisk titel under professor. Detta är fallet i Kroatien, Tjeckien, Ungern, Lettland, Polen, Ryssland, Serbien, Slovakien och Slovenien. Docent är där den lägsta grad som har rätt att undervisa vid universitet, nedanför extraordinarie professor och ordinarie professor.

### Tyskland och Schweiz
I Tyskland och de tysktalande delarna av Schweiz, utgör Privatdozent eller Hochschuldozent en medelhög akademisk titel. Titeln Privatdozent används av dem som med framgång genomgått så kallad Habilitation, och ger rätt att undervisa på universitet och högskolor utan professors överinseende. Privatdozent kan erhålla anställning som Hochschuldozent, Wissenschaftlicher Mitarbeiter eller professor.

## USA och Storbritannien
På engelska bör man kalla en docent Reader och inte docent, eftersom det senare särskilt i USA betyder "museiguide". Även översättningen Senior Lecturer används, men om Senior Lecturer ska anses vara docentnivå beror på statusen på universitetet och den interna kravspecifikationen för utnämningen. Storbritannien använder följande titlar för docentnivå: First Lecturer, Senior Lecturer, Reader och Associate Professor. Associate Professor och Reader kan också användas synonymt med biträdande professor, dvs steget mellan docent och professor. Den närmaste motsvarigheten till docent i det amerikanska högskolesystemet är Associate Professor, men översättning kompliceras av det faktum att den svenska anställningsformen "lektor" officiellt också översätts med "Senior Lecturer" och "Assistant Professor".

## Portugal
I Portugal används titeln docente synonymt med lärare av akademiskt ursprung, inklusive gymnasielärare.

## Sydafrika
I Sydafrika är dosent en universitetslärare, oavsett rang, medan lektor är lärare vid Technicon och College.

## Turkiet
I Turkiet motsvaras doçent av associate professor i USA.

### Fotnoter
1. ↑  Finlex
2. ↑  Suomen dosenttiliitto - Finlands Docentförbund
3. ↑  Hallinto - Dosentin arvo Arkiverad 28 mars 2014 hämtat från the Wayback Machine.
4. ↑  ”Svensk-engelsk ordbok för den högre utbildningen”. Universitets- och högskolerådet. https://www.uhr.se/publikationer/svensk-engelsk-ordbok//. Läst 5 november 2015.
5. ↑  Doçent: Üniversite öğretim üyeliğinde yardımcı doçent ile profesör arasında yer alan akademik unvan